# Christine Wunnicke

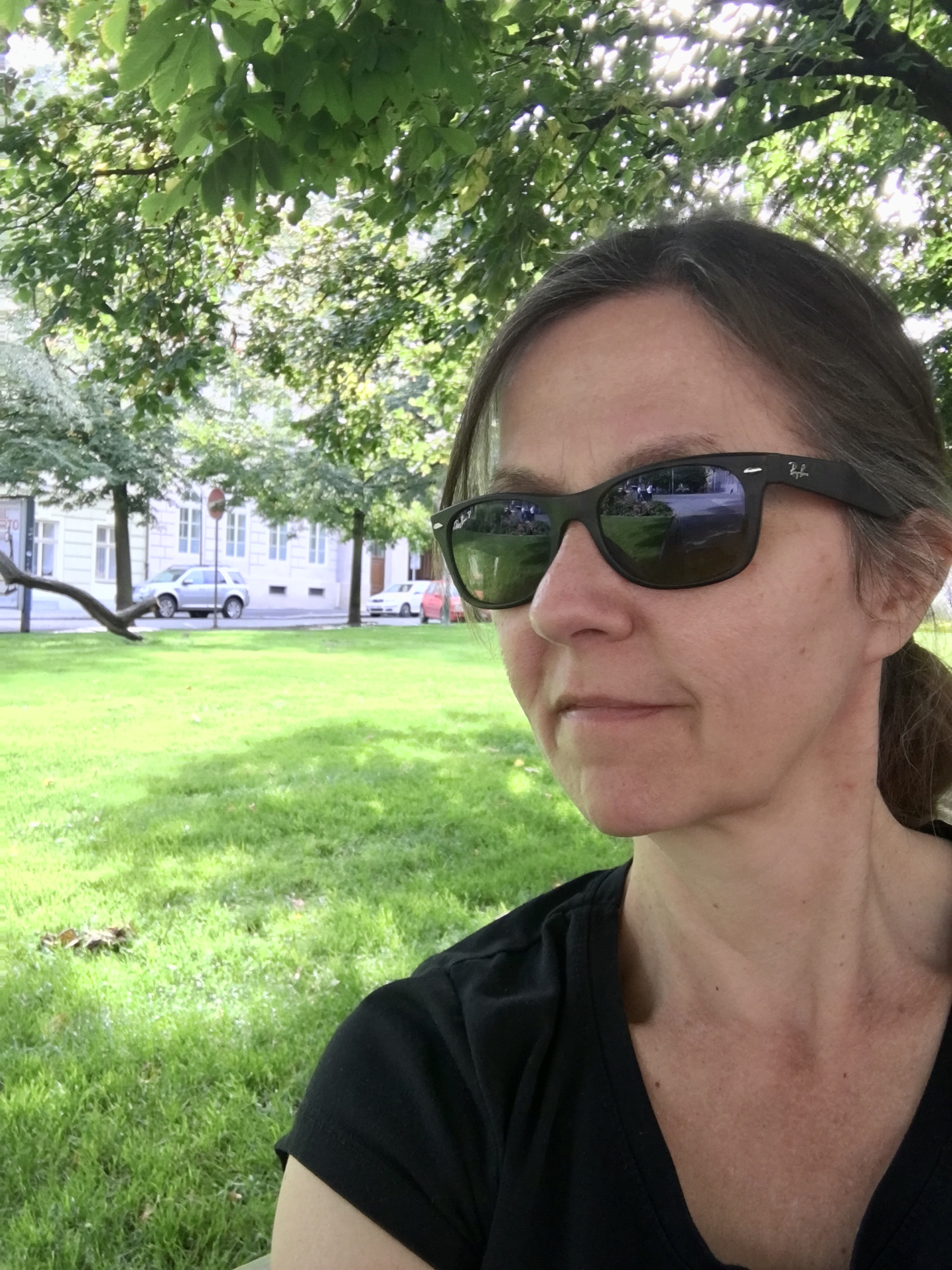
Christine Wunnicke (2019)

Christine Wunnicke (* 29. September 1966 in München) ist eine deutsche Schriftstellerin und Übersetzerin.

## Leben
Wunnicke studierte in Berlin und Glasgow Linguistik, Altgermanistik und Psychologie. Seit 1991 arbeitet sie als freie Autorin. Sie hat Prosa, Radiofeatures und Hörspiele veröffentlicht. Ihre erfolgreichsten Romane wurden in mehrere Sprachen übersetzt.
Christine Wunnicke lebt in München.

## Werk
Neben einer Biografie über den Kastraten Filippo Balatri erschienen eine Reihe von Romanen und eine Novelle. Von 2015 bis 2020 wurden drei Titel für die Longlist des Deutschen Buchpreises berücksichtigt. Wunnickes 2020 erschienener Roman Die Dame mit der bemalten Hand war am erfolgreichsten. Er kam auf die Shortlist des Deutschen Buchpreises und wurde mit dem Wilhelm Raabe-Literaturpreis ausgezeichnet. Thema ist die fiktive Begegnung des deutschen Forschungsreisenden Carsten Niebuhr mit einem persischen Astronomen.
Unter Christine Wunnickes Figuren finden sich ein schottischer Rockmusiker, die zwei Filmpioniere William Nicholas Selig und Francis Boggs und der japanische Nervenarzt Shimamura. Ihre Figuren sind oftmals „nicht nur exzentrisch und mit einer jeweils sehr besonderen Obsession gesegnet, sondern auch historisch verbürgt“, entwickeln jedoch in den Büchern ein Eigenleben. Es sind, wie die Autorin selbst feststellt, „zerfallende Personen, fragmentierte Figuren“. Immer wieder beschreibt sie „Zwischenzustände, Grenzüberschreitungen, zweifelhafte Identitäten, Doppelgänger.“
In der Begründung der Jury des Wilhelm-Raabe-Literaturpreises heißt es, Wunnicke habe ein eigenständiges Werk geschaffen, in dem sich die Gattungen mischten, angefangen von gelehrten Grotesken über den historischen Miniaturroman bis hin zur Wissenschaftssatire. Außerdem beherrsche sie den Wissenschaftsjargon verschiedener Zeiten, mythologische und religiöse Idiomatiken sowie deren Parodien.
In ihrem Roman Wachs (2025) siedelt Wunnicke die Handlung im Frankreich des 18. Jahrhunderts an. Im Mittelpunkt stehen zwei historische Persönlichkeiten, Marie Biheron, Tochter eines Pariser Apothekers, und Madeleine Basseporte, Illustratorin und Malerin. Marie Biheron hat ein großes Interesse an Anatomie und versucht, mit dem Verkauf ihrer detaillierten, lebensnahen Wachsmodelle Geld für ihre Familie zu verdienen. Obwohl Frauen im 18. Jahrhundert von anatomischen Studien offiziell ausgeschlossen waren, schafft es Marie, sich dennoch zu behaupten. Madeleine Basseporte, bereits eine bekannte Zeichnerin, wird zu Maries Mentorin und später auch zu ihrer Partnerin und Marie Biheron kann vom Unterrichten und Verkauf ihrer Wachsmodelle leben.

## Werke

### Romane, Erzählung, Novelle
- Fortescues Fabrik, München 1998 (Knaus), ISBN 3-8135-0094-2.
- Jetlag, München 2000 (Knaus), ISBN 3-8135-0155-8.
- Die Kunst der Bestimmung, Berlin 2003 (Kindler)
- Missouri, Hamburg 2006 (Männerschwarm Verlag), ISBN 3-935596-44-8. Übersetzt ins Englische bei Arsenal Pulp Press, Vancouver 2010
  - Neuausgabe: Missouri, Albino, Berlin 2020, ISBN 978-3-86300-308-1.[6]
- Serenity, Berlin 2008 (Osburg), ISBN 3-940731-06-4.
- Nagasaki, ca. 1642. Novelle, Edition Epoca, Zürich 2010, ISBN 978-3-905513-51-6.
- Selig & Boggs. Die Erfindung von Hollywood, Berenberg Verlag, Berlin 2013, ISBN 978-3-937834-59-7.
- Der Fuchs und Dr. Shimamura; Berenberg, Berlin 2015, ISBN 978-3-937834-76-4.
- Katie, Berenberg, Berlin 2017, ISBN 978-3-946334-13-2.
- Die Dame mit der bemalten Hand, Roman. Berenberg, Berlin 2020, ISBN 978-3-946334-76-7.
- Wachs, Roman. Berenberg, Berlin 2025, ISBN 978-3911327039.

### Biographien
- Die Nachtigall des Zaren. Das Leben des Kastraten Filippo Balatri, München 2001 (Claassen), ISBN 3-546-00248-2.

### Übersetzungen
- Der beschädigte Wüstling (John Wilmot, 2. Earl of Rochester), Hamburg 2005 (Männerschwarm) und München 2008 (dtv)
- Die Blume unter dem Fuße (Ronald Firbank), Hamburg 2008 (Männerschwarm)
- Die Erzählungen Arthur Snatchfold, Der Antikenflügel, Spielt das denn eine Rolle? und Die Geschichte einer Panik in: Das künftige Leben (E. M. Forster), Hamburg 2009 (Männerschwarm)
- Die schöne Frau bedarf der Zügel nicht : Margherita Costa ; Porträt, Werkauswahl und Übersetzung von Christine Wunnicke, Zweisprachige Ausgaben: Deutsch / Italienisch, Berlin : Berenberg Verlag GmbH, 2023, ISBN 978-3-949203-48-0

## Hörspiele (Auswahl)
- 1993 Die Träume des André Le Nôtre (Regie: Otto Düben, SDR)
- 1994 Bozzy's Johnson (Regie: Stefan Hilsbecher, SDR)
- 1996 Das Walroß und der Zimmermann, eine Vampirgeschichte (Regie: Hans Gerd Krogmann, SDR)
- 1997 Nothschrei eines Magnetisch-Vergifteten (nach Friedrich Krauß) (Regie/Musik: Stefan Hardt, RB)
- 2000 We are a happy family. Punk in Amerika, (Regie: Hans Helge Ott RB/SR)
- 2002 Start me up (Regie: Gottfried von Einem, RB)
- 2006 Fleshcrafter (Regie: Andrea Getto, NDR)
- 2008 GPS Dream Lover (Regie: Holger Rink, RB)
- 2018 Alles Rumi (Regie: Ulrich Lampen, RB)
- 2020 Alles Tatami (Regie: Ulrich Lampen, RB)

## Radiofeatures (Auswahl)
- 1993 Gott Lullo selbst, unsterblich und erhaben. Die 'Lulliade' des Ranieri de' Calzabigi (WDR)
- 1996 Radio Steam Calliope. Ezra Pounds Wege um die Musik (BR)
- 2002 Leben, Tod und Mysterien des fabelhaften Joe Meek (BR)
- 2006 Mountain High, River Deep – Glanz und Elend des Impresarios Phil Spector (BR)
- 2007 Ich ziehe die Freiheit den Brillantenketten vor. Lady Mary Wortley Montagu (SWR)
- 2008 Die unbeugsame Astrea. Über die englische Schriftstellerin Aphra Behn (SWR)
- 2009 Die Welt, als Ohrring getragen. Leben und Anschauungen der Margaret Cavendish, Duchess of Newcastle (SWR)
- 2010 Die Brauerin von Streatham Park. Vom Leben, Lieben und Schreiben der Hester Thrale Piozzi (SWR)
- 2012 Die Geschichte des Derwischs Mirza Abdullah und seiner frommen Frau. Lady Isabel und Sir Richard Burton (SWR)
- 2015 The Ghost Club – Regie: Günter Maurer (SWR)
- 2019 Anatom der Welt. Vor 350 Jahren entdeckte der Däne Nicolaus Steno die Evolutionsgeschichte.(BR)

## Auszeichnungen
- 1998 Prix Marulić
- 1999 Literaturstipendium der Stadt München
- 1999 Kurt-Magnus-Preis[7]
- 2002 Bayerischer Kunstförderpreis in der Sparte Literatur[8]
- 2008 Tukan-Preis für Serenity
- 2015 Longlist des Deutschen Buchpreises mit Der Fuchs und Doktor Shimamura[9]
- 2016 Franz-Hessel-Preis für Der Fuchs und Doktor Shimamura
- 2017 Longlist des Deutschen Buchpreises mit Katie[10]
- 2019 Ernst-Hoferichter-Preis – Annahme abgelehnt. Durch die Ablehnung wollte sie ihre Unentschieden-Position in der Kontroverse um den Karikaturisten Dieter Hanitzsch zum Ausdruck bringen, dem der Preis gemeinsam mit Wunnicke zugesprochen worden war.[11]
- 2020 Literaturpreis der Landeshauptstadt München „für ihr herausragendes literarisches Gesamtwerk“[12]
- 2020 Shortlist des Deutschen Buchpreises mit Die Dame mit der bemalten Hand[13]
- 2020 Wilhelm-Raabe-Literaturpreis für Die Dame mit der bemalten Hand[14]
- 2020 Oktober: Platz 1 der SWR-Bestenliste für Die Dame mit der bemalten Hand
- 2024 Internationaler Literaturpreis Merano Europa (Übersetzung) für die Übertragung von Margherita Costa: Die schöne Frau bedarf der Zügel nicht ins Deutsche[15][16]
- 2025 Jean-Paul-Preis[17]
- 2025 Longlist des Deutschen Buchpreises mit Wachs

## Rezeption
Der Roman Katie (2017) wurde vom SWR im März 2017 als Buch der Woche ausgewählt. Ulrich Rüdenauer urteilte: „Christine Wunnicke hat mit Katie einen grotesk-komischen Roman geschaffen, ein Buch voll Zauberkraft, ein literarisches Meisterwerk.“